# NADPH 탈수소효소
NADPH 탈수소효소(영어: NADPH dehydrogenase) (EC 1.6.99.1)는 다음과 같은 화학 반응을 촉매하는 효소이다.
NADPH + H+ + 전자수용체  ⇄  NADP+ + 환원된 전자수용체
NADPH 탈수소효소의 3가지 기질은 NADPH, H+, 전자수용체이며, 2가지 생성물은 NADP+, 환원된 전자수용체이다.
NADPH 탈수소효소는 산화환원효소 부류에 속하며, 특히 다른 수용체와 함께 NADH 또는 NADPH에 작용하는 효소이다. NADPH 탈수소효소의 2가지 보조 인자는 FAD와 FMN이다.

## 명명법
NADPH 탈수소효소의 계통명은 NADPH:수용체 산화환원효소(영어: NADPH:acceptor oxidoreductase)이다.
다음은 일반적으로 사용되는 다른 이름들이다.
- NADPH2 다이아포레이스(영어: NADPH2 diaphorase)
- NADPH 다이아포레이스(영어: NADPH diaphorase)
- 오래된 노란색 효소(영어: old yellow enzyme)
- 다이아포레이스(영어: diaphorase)
- 다이하이드로니코틴아마이드 아데닌 다이뉴클레오타이드 인산 탈수소효소(영어: dihydronicotinamide adenine dinucleotide phosphate dehydrogenase)
- NADPH-탈수소효소(영어: NADPH-dehydrogenase)
- NADPH-다이아포레이스(영어: NADPH-diaphorase)
- NADPH2-탈수소효소(영어: NADPH2-dehydrogenase)
- 환원된 니코틴아마이드 아데닌 다이뉴클레오타이드 인산 탈수소효소(영어: reduced nicotinamide adenine dinucleotide phosphate dehydrogenase)
- TPNH 탈수소효소(영어: TPNH dehydrogenase)
- TPNH-다이아포레이스(영어: TPNH-diaphorase)
- 트라이포스포피리딘 다이아포레이스(영어: triphosphopyridine diaphorase)
- 트라이포스포피리딘 뉴클레오타이드 다이아포레이스(영어: triphosphopyridine nucleotide diaphorase)
- NADPH2 탈수소효소(영어: NADPH2 dehydrogenase)
- NADPH:(수용체) 산화환원효소(영어: NADPH:(acceptor) oxidoreductase)

## 같이 보기
- 산화환원효소
- NADH 탈수소효소

## 더 읽을거리
- Davis EM, Ringer KL, McConkey M, Croteay R (2005). “Enzyme Menthol deghydrogenase”.[깨진 링크(과거 내용 찾기)]
- Matthijs HC, Coughlan SJ, Hind G (September 1986). “Removal of ferredoxin:NADP+ oxidoreductase from thylakoid membranes, rebinding to depleted membranes, and identification of the binding site”. 《The Journal of Biological Chemistry》 261 (26): 12154–8. PMID 3745183.